# كابروني كا.90
كابروني كا.90 (بالإنجليزية: Caproni Ca.90)‏ هي طائرةٌ إيطاليَّة، صنعتها شركة كابروني للطائرات، وكان أول تحليقٍ لها في 13 أكتوبر 1929.